# Manuel Clemente Ochoa
Manuel Clemente Ochoa est un sculpteur, peintre, graveur et professeur espagnol, né le 18 février 1937 à Cascante, en Navarre.

## Biographie
Fils d'une famille modeste, il découvre l'art grâce à un artiste local, puis poursuit ses études à l'Escuela de Artes y Oficios de Saragosse (1957) et, plus tard, à l'école San Jorge de Barcelone (1957-1961),. 
À partir de 1962, il enseigne à l'Université de La Laguna à Tenerife (Canaries), puis à Barcelone, où il s'établit définitivement.

## Œuvres
Il a produit une trentaine œuvres d'art public, principalement exposées en Espagne, mais aussi à l'étranger (place du Marché-aux-Fleurs à Montpellier, Béziers, Andorre, Bordeaux, Lausanne). Ses sculptures sont également présentes dans plusieurs musées: Lanzarote, Vilafamés, Saragosse, Vence, etc.